# Lathyarcha
Lathyarcha es un género de arañas araneomorfas de la familia Desidae. Se encuentra en  Australia.

## Lista de especies
Según The World Spider Catalog 12.0:
- Lathyarcha cinctipes (Simon, 1906)
- Lathyarcha inornata (L. Koch, 1872)
- Lathyarcha tetrica Simon, 1908